# Liste der Kulturdenkmäler in Hamburg-Rahlstedt
Die Liste der Kulturdenkmäler in Hamburg-Rahlstedt enthält die in der Denkmalliste ausgewiesenen Denkmäler auf dem Gebiet des Stadtteils Rahlstedt der Freien und Hansestadt Hamburg.
Basis ist der Datensatz Denkmalliste Hamburg auf dem Transparenzportal Hamburg. Dieser enthält alle Objekte, die rechtskräftig nach dem Hamburger Denkmalschutzgesetz vom 5. April 2013 unter Denkmalschutz stehen (§ 6 Abs. 1 DSchG HA) oder zumindest zeitweise standen. Die Denkmalliste steht auch als PDF-Dokument zur Verfügung. Alle Denkmäler in Rahlstedt, die schon nach dem Denkmalschutzgesetz vom 3. Dezember 1973, zuletzt geändert am 27. November 2007, unter Denkmalschutz standen, sind auch auf der Liste der Kulturdenkmäler im Hamburger Bezirk Wandsbek zu finden.

## Legende
- ID: Gibt die vom Denkmalschutzamt Hamburg vergebene Objekt-ID (Identifikationsnummer) des Kulturdenkmals an, (in Klammern gegebenenfalls die Denkmalnummer nach altem Denkmalschutzgesetz).
- Adresse: Nennt den Straßennamen und, wenn vorhanden, die Hausnummer des Kulturdenkmals. Die Grundsortierung der Liste erfolgt nach dieser Adresse.
- Art: Zeigt an, ob es ein Objekt („O“) oder ein Ensemble („E“) ist.
- Datierung: Gibt die Datierung an; das Jahr der Fertigstellung bzw. den Zeitraum der Errichtung.
- Ensemble: Gibt die Nummer des Ensembles an, zu der das Objekt gehört, bzw. bei Ensembles die Nummer des Ensembles selbst.

Hinweis: Die Grundsortierung der Liste erfolgt nach der Adresse und ist alternativ nach ID, Art (Objekt oder Ensemble), Typ, Datierung, Entwurf oder Kurzbeschreibung sortierbar.

| ID           | Adresse | Art | Typ                                                 | Kurzbeschreibung | Datierung                                     | Entwurf                                                                        | Ensemble | Bild           |
| ------------ | --- | --- | --------------------------------------------------- | --- | --------------------------------------------- | ------------------------------------------------------------------------------ | -------- | -------------- |
| 27298        | Altrahlstedter Stieg o. Nr. (Lage)                                                                                | O   | Kriegerdenkmal (Kriegerdenkmal 1914/18)             | quadratische Pyramide aus Naturstein-Zyklopenmauerwerk, auf jeder Seite ein Schrifttafel                                    | 1926                                          | Dabelstein, August                                                             |          | weitere Bilder |
| 27423 (194)  | Am Friedhof auf der Höhe von Nr. 10 (Lage)                                                                        | O   | Grabmal                                             | Grab des Dichters Detlev von Liliencron                                                                                     | 1909 (Grab), 1910 (Grabmal)                   | Richard Luksch                                                                 |          | weitere Bilder |
| 31104        | Am Pulverhof 20a, o. Nr. (Lage)                                                                                   | E   |                                                     | Am Pulverhof |                                               |                                                                                | 31104    | weitere Bilder |
| 27415 (1173) | Am Pulverhof 20a (Lage)                                                                                           | O   | Wohnhaus                                            | Pulvermühle | 1889/1890                                     |                                                                                | 31104    | weitere Bilder |
| 26381        | Am Pulverhof o. Nr. (Lage)                                                                                        | O   | Park                                                | Pulverhofpark | 1890, um                                      |                                                                                | 31104    | weitere Bilder |
| 27417        | Amtsstraße 77 (Lage)                                                                                              | O   | Villa                                               | | 1911–1912; 1922                               | Zwinscher, William; Buck, Heinrich J.; Maetzel, Emil                           |          | BW             |
| 29727 (1199) | Amtsstraße 79 (Lage)                                                                                              | O   | Villa; u. a.                                        | Villa, Vorgarten, Vorgartenmäuerchen und Gartendurchgang                                                                    | 1912–1916                                     |                                                                                |          |                |
| 27446 (299)  | Bargteheider Straße nordöstlich von Nr. 91 (Lage)                                                                 | O   | Meilenstein                                         | Dänischer Meilenstein an der Bargteheider Straße                                                                            | 1843                                          |                                                                                |          |                |
| 27217        | Berner Brücke bei Nr. 4 (Lage)                                                                                    | O   | Grenzstein                                          | | 1787                                          |                                                                                |          |                |
| 27215        | Bessenkamp gegenüber von Nr. 43 (Lage)                                                                            | O   | Grenzstein                                          | | 1743                                          |                                                                                |          | BW             |
| 27476        | Birrenkovenallee südlich der Straße (Lage)                                                                        | O   | Bahnbrücke                                          | | 1863/1864                                     |                                                                                |          | BW             |
| 29729 (983)  | Buchwaldstraße 71 (Lage)                                                                                          | O   | Wohnhaus                                            | Haus und Garten | 1909                                          | August Nissen                                                                  |          |                |
| 27439        | Deepenhorn 1 (Lage)                                                                                               | O   | Schulgebäude                                        | Volksschule Meiendorf, Altbau                                                                                               | 1951                                          |                                                                                |          | weitere Bilder |
| 29736        | Deepenhorn gegenüber von Heubergerstraße 22 (Lage)                                                                | O   | Kriegerdenkmal (Kriegerdenkmal 1914/18 und 1939/45) | Kriegerdenkmal bei Deepenhornteich Hügel, Stufen, Monument                                                                  | 1933                                          |                                                                                |          | weitere Bilder |
| 26510        | Delingsdorfer Weg o. Nr. (Lage)                                                                                   | O   | Kriegerdenkmal (Kriegerdenkmal 1914/18)             | | 1921                                          |                                                                                |          | weitere Bilder |
| 29739        | Greifenberger Straße 56 (Lage)                                                                                    | O   | Kirchengebäude                                      | Dietrich-Bonhöffer-Kirche Rahlstedt, Kirche mit Turm, Vorplatz und überdachter Eingangssituation                            | 1963                                          | Andersen, Otto/Groß, Werner                                                    |          | weitere Bilder |
| 31106        | Halenseering 6, Wilmersdorfer Straße 48 (Lage)                                                                    | E   |                                                     | Trinitatis-Kirche Halenseering                                                                                              |                                               |                                                                                | 31106    | weitere Bilder |
| 27422        | Halenseering 6 (Lage)                                                                                             | O   | Kirchengebäude                                      | Trinitatis-Kirche | 1963–1965                                     | Andersen, Otto                                                                 | 31106    |                |
| 29738        | Helmut-Steidl-Platz neben Rahlstedter Bahnhofstraße 4b (Lage)                                                     | O   | Denkmal                                             | Denkmal Helmut-Steidl-Platz, Findling und Doppeleiche                                                                       | 1898                                          |                                                                                |          | weitere Bilder |
| 29728        | Hohwachter Weg 2 (Lage)                                                                                           | O   | Kirchengebäude; Kirchturm                           | Martinskirche, Kirchengebäude und Turm                                                                                      | 1960/1961                                     | Gulbransson, Olaf Andreas                                                      |          | weitere Bilder |
| 31119        | Kielkoppelstraße 51, 53 (Lage)                                                                                    | E   |                                                     | Dankeskirche und Gemeindezentrum, Kielkoppelstraße 51, 53                                                                   |                                               |                                                                                | 31119    | weitere Bilder |
| 11758        | Kielkoppelstraße 51 (Lage)                                                                                        | O   | Gemeindehaus                                        | | 1968–1969                                     | Grundmann, Friedhelm                                                           | 31119    |                |
| 26509        | Kielkoppelstraße 53 (Lage)                                                                                        | O   | Kirchengebäude                                      | Dankeskirche | 1965–1967                                     | Grundmann, Friedhelm                                                           | 31119    |                |
| 27436        | Meiendorfer Straße 26 (Lage)                                                                                      | O   | Wohnhaus                                            | | 1890, um                                      |                                                                                |          | BW             |
| 27438        | Meiendorfer Straße 89 (Lage)                                                                                      | O   | Wohnwirtschaftsgebäude                              | | 1890, um                                      |                                                                                |          | weitere Bilder |
| 27437 (1604) | Meiendorfer Straße 98 (Lage)                                                                                      | O   | Wohnwirtschaftsgebäude                              | | 1908; 1919                                    | Rzekonski, William (vermutl.)                                                  |          |                |
| 27442 (499)  | Meiendorfer Straße o. Nr. (Lage)                                                                                  | O   | Grenzstein                                          | Grenzstein W187 | 18. Jh./erste Hälfte 19. Jh., vermutl.        |                                                                                |          |                |
| 27443 (300)  | Meiendorfer Straße o. Nr., gegenüber Nr. 180 (Lage)                                                               | O   | Meilenstein                                         | Dänischer Meilenstein an der Meiendorfer Landstraße                                                                         | 1843                                          |                                                                                |          |                |
| 27218        | Meiendorfer Weg auf der Höhe von Nr. 70 (Lage)                                                                    | O   | Grenzstein                                          | Grenzstein W134 | vor 1872, vermutl.                            |                                                                                |          |                |
| 29896 (1678) | Oldenfelder Straße 23 (Lage)                                                                                      | O   | Landhaus                                            | Kirche Mariä Himmelfahrt samt Glockenturm, Landhaus Söchting (Pfarrhaus), Freifläche und straßenseitiger Einfriedungsmauer. | 1912                                          | August Nissen                                                                  |          |                |
| 29730        | Oldenfelder Straße 27 (Lage)                                                                                      | O   | Kirchengebäude                                      | Kirche Mariä Himmelfahrt, Kirchengebäude, Glockenturm, umliegende gestaltete Freiflächen, straßenseitiges Mäuerchen         | 1954–1956                                     | Jaeckel, Paul                                                                  |          | weitere Bilder |
| 26504        | Oldenfelder Straße o. Nr. (Lage)                                                                                  | O   | Kriegerdenkmal (Kriegerdenkmal 1914/18)             | | 1921                                          |                                                                                |          | weitere Bilder |
| 27434        | Parchimer Straße 5 (Lage)                                                                                         | O   | Wohnhaus                                            | | 1906                                          | Andree, H.                                                                     |          | BW             |
| 31105        | Pfarrstraße 19, Rahlstedter Straße 79 (Lage)                                                                      | E   |                                                     | Alt-Rahlstedter Kirche |                                               |                                                                                | 31105    | weitere Bilder |
| 26505        | Pfarrstraße 19 (Lage)                                                                                             | O   | Kriegerdenkmal (Kriegerdenkmal 1870/71)             | | 1871, nach                                    |                                                                                | 31105    | weitere Bilder |
| 27420 (193)  | Pfarrstraße 19 (Lage)                                                                                             | O   | Kirchengebäude                                      | Alt-Rahlstedter Kirche | 1100/1300; 1780 (Turm); 1964 (Instandsetzung) | Nicht ermittelbar; Grundmann, Friedhelm/Sandtmann, Horst (Instandsetzung 1964) | 31105    | weitere Bilder |
| 27416        | Rahlstedter Bahnhofstraße 18 (Lage)                                                                               | O   | Einfamilienhaus                                     | | 1921                                          | Dabelstein, August                                                             |          | BW             |
| 26506        | Rahlstedter Bahnhofstraße o. Nr., Liliencronpark (Lage)                                                           | O   | Denkmal                                             | Denkmal für Detlev von Liliencron                                                                                           | 1934                                          |                                                                                |          | weitere Bilder |
| 29737        | Rahlstedter Bahnhofstraße o. Nr., Liliencronpark (Lage)                                                           | O   | Denkmalanlage                                       | Schleswig-Holstein-Denkmal im Liliencronpark, Findling mit Eiche                                                            | 1948                                          |                                                                                |          |                |
| 31108        | Rahlstedter Dorfplatz 2a, 2b, 2c, 2d, 2e, 2f, 4, 8, 10, 12, Stapelfelder Straße 28, 28a, 28b, 28c, 28d, 30 (Lage) | E   |                                                     | Rahlstedter Dorfplatz / Stapelfelder Straße                                                                                 |                                               |                                                                                | 31108    |                |
| 27292 (764)  | Rahlstedter Dorfplatz 2a (Lage)                                                                                   | O   | Gebäude                                             | | 20. Jh., Ende                                 |                                                                                | 31108    |                |
| 27293 (764)  | Rahlstedter Dorfplatz 2b (Lage)                                                                                   | O   | Gebäude                                             | | 20. Jh., Ende                                 |                                                                                | 31108    | BW             |
| 27294 (764)  | Rahlstedter Dorfplatz 2c (Lage)                                                                                   | O   | Gebäude                                             | | 20. Jh., Ende                                 |                                                                                | 31108    | BW             |
| 27295 (764)  | Rahlstedter Dorfplatz 2d (Lage)                                                                                   | O   | Gebäude                                             | | 20. Jh., Ende                                 |                                                                                | 31108    | BW             |
| 27296        | Rahlstedter Dorfplatz 2e (Lage)                                                                                   | O   | Gebäude                                             | | 20. Jh., Ende                                 |                                                                                | 31108    | BW             |
| 27297        | Rahlstedter Dorfplatz 2f (Lage)                                                                                   | O   | Gebäude                                             | | 20. Jh., Ende                                 |                                                                                | 31108    | BW             |
| 27430        | Rahlstedter Dorfplatz 4 (Lage)                                                                                    | O   | Hofanlage                                           | | 19. Jh.                                       |                                                                                | 31108    |                |
| 27429        | Rahlstedter Dorfplatz 8 (Lage)                                                                                    | O   | Hofanlage                                           | | 19. Jh.                                       |                                                                                | 31108    |                |
| 31109 (763)  | Rahlstedter Dorfplatz 10, 12                                                                                      | E   |                                                     | Rahlstedter Dorfplatz 10, 12                                                                                                |                                               |                                                                                | 31109    |                |
| 27428 (763)  | Rahlstedter Dorfplatz 10 (Lage)                                                                                   | O   | Wohngebäude; u. a.                                  | | 19. Jh.                                       |                                                                                | 31109    |                |
| 27427 (763)  | Rahlstedter Dorfplatz 12 (Lage)                                                                                   | O   | Wohnwirtschaftsgebäude; u. a.                       | | 19. Jh.                                       |                                                                                | 31109    |                |
| 27421        | Rahlstedter Straße 79 (Lage)                                                                                      | O   | Pastorat                                            | | 1893                                          |                                                                                | 31105    | BW             |
| 27447 (1186) | Rahlstedter Straße 185 (Lage)                                                                                     | O   | Grenzstein                                          | | 18. Jh. (vermutl.)                            |                                                                                |          |                |
| 26507        | Rahlstedter Straße bei Nr. 110 (Lage)                                                                             | O   | Kriegerdenkmal (Kriegerdenkmal 1939/45)             | | 1960                                          |                                                                                |          | weitere Bilder |
| 27449        | Rahlstedter Straße neben Nr. 110 (Lage)                                                                           | O   | Denkmal                                             | | 20. Jh., 2. Hälfte                            |                                                                                |          | weitere Bilder |
| 31110        | Remstedtstraße 4, 6, 8, 10 (Lage)                                                                                 | E   |                                                     | Remstedtstraße 4-10 |                                               |                                                                                | 31110    |                |
| 27435        | Remstedtstraße 4 (Lage)                                                                                           | O   | Einfamilienhaus                                     | | 1905                                          | Friebe, C.                                                                     | 31110    | BW             |
| 27431        | Remstedtstraße 6 (Lage)                                                                                           | O   | Einfamilienhaus                                     | | 1909                                          | August Nissen                                                                  | 31110    | BW             |
| 27432        | Remstedtstraße 8 (Lage)                                                                                           | O   | Einfamilienhaus                                     | | 1910                                          | Piehl                                                                          | 31110    | BW             |
| 27433        | Remstedtstraße 10 (Lage)                                                                                          | O   | Einfamilienhaus                                     | | 1905, um                                      |                                                                                | 31110    | BW             |
| 26508        | Remstedtstraße bei Nr. 30 (Lage)                                                                                  | O   | Kriegerdenkmal (Kriegerdenkmal 1914/18)             | | 1926                                          |                                                                                |          | weitere Bilder |
| 27445 (498)  | Ringstraße am Waldrand nördlich von Nr. 217 (Lage)                                                                | O   | Grenzstein                                          | Grenzstein W135 | 1838                                          |                                                                                |          |                |
| 31111        | Saseler Straße 7a, 7b, 7c, 9, Wildgansstraße 12 (Lage)                                                            | E   |                                                     | Hofanlage Schierhorn |                                               |                                                                                | 31111    | BW             |
| 27441 (869)  | Saseler Straße 7a, 7b, 7c (Lage)                                                                                  | O   | Hofanlage (Wohnwirtschaftsgebäude; Stall)           | Hofanlage Schierhorn | 1880/1890; 1906                               |                                                                                | 31111    | weitere Bilder |
| 27440 (869)  | Saseler Straße 9 (Lage)                                                                                           | O   | Altenteiler                                         | Hofanlage Schierhorn, Altenteilerhaus                                                                                       | 1905                                          |                                                                                | 31111    | BW             |
| 29731 (1354) | Schierhornstieg 2 (Lage)                                                                                          | O   | Hofanlage                                           | Hofanlage mit Wohnwirtschaftsgebäude und Hofpflaster                                                                        | 19. Jh.                                       |                                                                                |          |                |
| 27424        | Sieker Landstraße 119 (Lage)                                                                                      | O   | Gutshaus                                            | Herrenhaus Höltigbaum | 1891/1892                                     |                                                                                |          | weitere Bilder |
| 31107        | Stapelfelder Straße 28, 28a, 28b, 28c, 28d (Lage)                                                                 | E   |                                                     | Stapelfelder Straße 28-28d                                                                                                  |                                               |                                                                                | 31107    |                |
| 27425 (764)  | Stapelfelder Straße 28 (Lage)                                                                                     | O   | Wohnwirtschaftsgebäude; u. a.                       | | 1890/1900                                     |                                                                                | 31107    |                |
| 27211 (764)  | Stapelfelder Straße 28a (Lage)                                                                                    | O   | Wohnwirtschaftsgebäude; u. a.                       | | 1890/1900                                     |                                                                                | 31107    |                |
| 27212 (764)  | Stapelfelder Straße 28b (Lage)                                                                                    | O   | Wohnwirtschaftsgebäude; u. a.                       | | 1890/1900                                     |                                                                                | 31107    |                |
| 27213 (764)  | Stapelfelder Straße 28c (Lage)                                                                                    | O   | Wohnwirtschaftsgebäude; u. a.                       | | 1890/1900                                     |                                                                                | 31107    | BW             |
| 27214 (764)  | Stapelfelder Straße 28d (Lage)                                                                                    | O   | Wohnwirtschaftsgebäude; u. a.                       | | 1890/1900                                     |                                                                                | 31107    | BW             |
| 27426        | Stapelfelder Straße 30 (Lage)                                                                                     | O   | Villa                                               | | 1913                                          | Grell, Henry                                                                   | 31108    | BW             |
| 27475        | Tonndorfer Weg o. Nr. (Lage)                                                                                      | O   | Bahnbrücke                                          | | 1863/1864                                     |                                                                                |          |                |
| 27418        | Wehlbrook 12 (Lage)                                                                                               | O   | Einfamilienhaus                                     | | 1923                                          | Ameis, Otto                                                                    |          |                |
| 27419 (1152) | Wehlbrook 14 (Lage)                                                                                               | O   | Einfamilienhaus mit Garten                          | | 1926                                          | Brake, Wilhelm Ludwig                                                          |          |                |
| 27444 (869)  | Wildgansstraße 12 (Lage)                                                                                          | O   | Kate                                                | Hofanlage Schierhorn | 17./18. Jh.                                   |                                                                                | 31111    |                |
| 27448        | Wilmersdorfer Straße 48 (Lage)                                                                                    | O   | Kirchengebäude                                      | Trinitatis-Kirche | 1963–1965                                     | Andersen, Otto                                                                 | 31106    |                |